# Konnevesi
Konnevesi es un municipio de Finlandia ubicado en la región de Finlandia Central.
En 2022, el municipio tenía una población de 2521 habitantes, de los que algo más de mil vivían en la capital municipal, Konneveden kirkonkylä.
Comprende un conjunto de áreas rurales ubicadas entre 30 y 60 km al noreste de la capital regional Jyväskylä, con la cual el municipio está conectado a través de la carretera 637. El municipio está atravesado por la carretera 69, que une Hirvaskangas con Rautalampi.

## Historia
El asentamiento fue fundado en 1552, dentro de un plan de Gustavo I de Suecia para establecer los límites de la colonización de nuevos asentamientos entre Tavastia y Savonia. Aunque el pueblo se asentó en tierras de Tavastia, la mayoría de sus primeros pobladores eran savonianos de las zonas de Pieksämäki y Mikkeli. El área perteneció durante siglos a la parroquia de Rautalampi, lo que provocaba problemas por su lejanía. En 1919 se estableció una parroquia separada en Konnevesi y en 1922 el área fue declarada municipio.